# Siergiej Riazanski
Siergiej Nikołajewicz Riazanski (ros. Серге́й Никола́евич Ряза́нский, ur. 13 listopada 1974 w Moskwie) – rosyjski kosmonauta, Bohater Federacji Rosyjskiej (2015).

## Życiorys
W 1991 skończył szkołę średnią w Moskwie, a w 1996 Moskiewski Uniwersytet Państwowy. Następnie pracował w Państwowym Centrum Naukowym Rosyjskiej Federacji – Instytucie Problemów Medyczno-Biologicznych RAN jako młodszy pracownik naukowy, od 2001 pracownik naukowy, a od 2003 starszy pracownik naukowy. Uczestniczył w serii eksperymentów naukowych.
W maju 2003 został kandydatem do grupy kosmonautów, w lipcu 2005 zdał egzaminy i został zakwalifikowany jako kosmonauta-badacz. W 2006 został kandydatem nauk biologicznych. Od marca 2007 do września 2011 przechodził przygotowanie w Centrum Wyszkolenia Kosmonautów im. J. Gagarina.
Jednocześnie prowadził pracę eksperymentalno-naukową. W listopadzie 2007 roku dowodził grupą ochotników poddaną 14-dniowej izolacji. Od marca do lipca 2009 roku dowodził grupą ochotników poddaną 105-dniowej izolacji. Były to testowe misje w ramach eksperymentu Mars-500, mającego za zadanie przygotować ludzi do lotu na Marsa.
W marcu 2013 podczas startu statku kosmicznego Sojuz TMA-08M był dublerem dowódcy załogi, a od września 2013 przechodził przygotowanie w składzie głównej załogi stałej ekspedycji na Międzynarodową Stację Kosmiczną.
Od 25 września 2013 do 11 marca 2014 odbywał swój pierwszy kosmiczny lot jako inżynier pokładowy statku Sojuz TMA-10M, który wystartował z kosmodromu Bajkonur. Podczas pobytu na stacji wchodził w skład Ekspedycji 37 i 38. Trzy razy wychodził w otwartą przestrzeń kosmiczną. Spędził w kosmosie 166 dni, 6 godzin i 25 minut.
Postanowieniem Prezydenta Federacji Rosyjskiej Władimira Putina z 8 września 2015 otrzymał tytuł Bohatera Federacji Rosyjskiej.
Stowarzyszenie Uczestników Lotów Kosmicznych (Association of Space Explorers) przyznało mu Universal Astronaut Insignia za lot orbitalny (nr 532).